# Martin Reissmann
Martin Reissmann (29 settembre 1900 – 8 aprile 1971) è stato un calciatore tedesco, di ruolo centrocampista.